# Žeje pri Komendi
Žeje pri Komendi – wieś w Słowenii, w gminie Komenda. W 2018 roku liczyła 153 mieszkańców.